# 典型资本
典型资本，簡稱QCM（英語：Quintessential Capital Manangement），在2002年，由加布里埃莱．希腊语（首席執行官）於纽约（總部）成立一家 私人股权投资公司.

## 連結
- www.qcmfunds.com （页面存档备份，存于）